# NASCAR 21: Ignition
NASCAR 21 : Ignition est un jeu vidéo de course simulant la saison 2021 des NASCAR Cup Series. Il a été développé et publié par Motorsport Games et est sorti le 28 octobre 2021 sur PlayStation 4, Xbox One et Microsoft Windows via Steam, avec des promesses d'une future version évolutive pour les consoles PlayStation 5 et Xbox Series X/S en juin 2022.
Les pilotes en couverture sont : Chase Elliott pour Chevrolet, Bubba Wallace pour Toyota et Ryan Blaney pour Ford. Bill Elliott est sur la couverture de la version Champions Edition du jeu, qui est sortie deux jours auparavant et permet aux joueurs de courir en tant que Bill lui-même (en utilisant une Ford Mustang 2019-2021 Gen 6 NASCAR Cup Series avec son schéma de peinture Melling de 1983). Le jeu a été construit à partir de zéro, le développement du jeu a commencé vers 2019 lorsque Motorsport Games a acheté 704Games et a reçu tous ses actifs. Le jeu a été produit sur Unreal Engine 4 en utilisant le moteur physique de rFactor 2.
Le 11 novembre 2021, du contenu téléchargeable (DLC) a été publié avec le retour du thème de Darlington Raceway. Des voitures de la course Goodyear 400 2021 ont été présentées et un deuxième membre du NASCAR Hall of Fame, Darrell Waltrip, a été ajouté, qui, comme Bill Elliott dans l'édition Champions, les joueurs peuvent courir avec lui, en utilisant une Chevrolet Camaro 2018-2021 Gen 6 avec son schéma de peinture du Southern 500 en 1992.
Screen Rant a déclaré que le jeu était "rempli de bugs au lancement". Le jeu a ensuite été mis à jour le 18 novembre 2021, avec le patch v.1.25, avec des correctifs et une prise en charge matérielle supplémentaire. Le 7 décembre 2021, le jeu a été mis à jour vers la version 1.3.0 qui a ajouté plus de support de roue et d'options tout en corrigeant quelques bugs mineurs. Trois jours plus tard, un "Patriotic Pack" a été publié qui comprenait la légende de NASCAR Matt Kenseth dans son schéma de peinture de championnat 2003. Le 25 janvier 2022 a vu la sortie d'un autre patch, qui comprenait l'ajout d'étapes et d'autres corrections de bugs. Deux jours plus tard, le "Playoff Pack" a été ajouté avec plus de 80 nouveaux schémas et la légende NASCAR Bobby Labonte avec son schéma de peinture Interstate Batteries . En février 2022, il y a eu une autre mise à jour qui a vu l'ajout d'un mode de test pour la Ford Mustang 2022 Live Fast Motorsports n ° 78 au Daytona International Speedway. En avril 2022, Motorsport Games a annoncé qu'il n'y aurait pas de nouveau titre NASCAR pour la NASCAR Cup Series 2022, mais plutôt un DLC pour la saison 2022 NCS. Il a également été annoncé que le jeu sortira sur la Nintendo Switch à l'automne 2022.

## Bande sonore
| Titre                      | Artiste                              |
| -------------------------- | ------------------------------------ |
| "Back in the Saddle"       | Aerosmith                            |
| "BOOM"                     | X Ambassadors                        |
| "Chasing Down a Good Time" | Randy Houser                         |
| "Trouble's Coming"         | Royal Blood                          |
| "Cold As You"              | Luke Combs                           |
| "Keep Up"                  | Ryan Kinder, Robert Randolph         |
| "Love Race"                | Machine Gun Kelly feat. Kellin Quinn |
| "Natural"                  | Imagine Dragons                      |
| "No Son Of Mine"           | Foo Fighters                         |
| "Sweet Home Alabama"       | Lynyrd Skynyrd                       |
| "Tied Down"                | Larry Fleet                          |
| "Circles"                  | Tim Dugger                           |
| "Up In the Sky"            | Milo le Miche                        |
| "What We Came To Do"       | Outskrts                             |